# Stenoptilia meyeri
Stenoptilia meyeri é uma espécie de insetos lepidópteros, mais especificamente de traças, pertencente à família Pterophoridae.
A autoridade científica da espécie é Gielis, tendo sido descrita no ano de 1997.
Trata-se de uma espécie presente no território português.